# Matisia gentryi
Matisia gentryi är en malvaväxtart som beskrevs av Fern.Alonso. Matisia gentryi ingår i släktet Matisia och familjen malvaväxter. Inga underarter finns listade i Catalogue of Life.